# Garßen

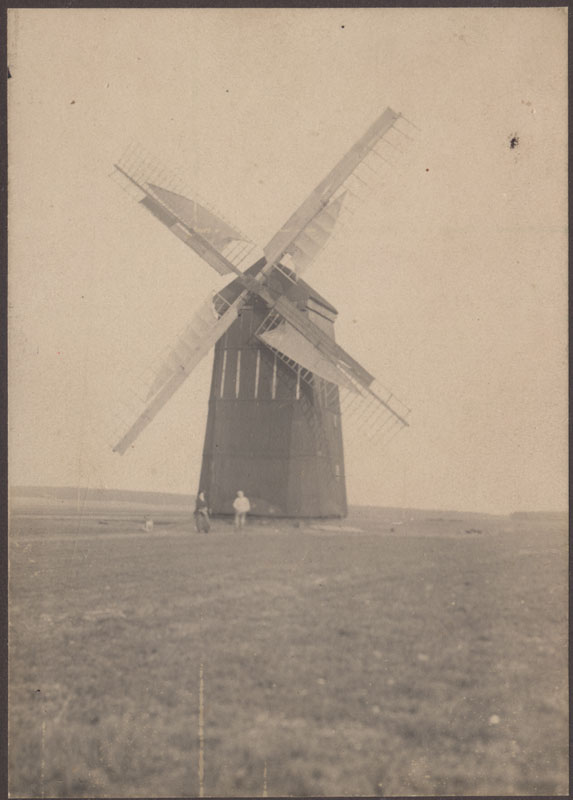
Lachmunds Mühle in Garßen, 1914

Garßen ist ein niedersächsischer Ort in der südlichen Lüneburger Heide und seit 1973 Stadtteil von Celle. Er liegt am nordöstlichen Rand des Stadtgebietes.

## Geschichte
Der Ortsname entwickelte sich aus der Bezeichnung Gersnede (1235) und Gersnethe (1248). Historisch gehörte Garßen zum Kirchspiel Groß Hehlen. Die reichsfreien Edelherren von Meinersen waren in Garßen begütert. Ein Hof, der Kirche in Groß-Hehlen zugehörig und ein zweiter Hof, waren Eigenbesitz des Edlen Hermann von Meinersen (erwähnt 1219–1235), von diesem zwischen 1233 und 1235 von Herzogin Agnes, Witwe des Pfalzgrafen Heinrich von Sachsen, gekauft und dem von ihr gestifteten Kloster Wienhausen geschenkt.
Am 1. Januar 1973 verlor Garßen seine Selbständigkeit und wurde in die Stadt Celle eingemeindet.
Der Ort wird durch die von Celle nach Eschede und Uelzen führende Bundesstraße 191 in einen alten und einen neuen Ortsteil getrennt. Während der neue Ortsteil hauptsächlich aus neuen Wohnhäusern besteht, findet man im alten Ortsteil noch drei landwirtschaftliche Höfe und viel alte Bausubstanz.

### Historische Entwicklung der Einwohnerzahl
Im Jahr 1821 hatte Garßen nur 215 Einwohner (einschließlich 21 aus dem Ortsteil Hornshof und 7 aus der zu Garßen gehörenden Rathsziegelei) in 26 Wohnhäusern (2 Hornshof, 1 Rathsziegelei). Für 1848 sind es 296 Einwohner, 1900 357, 1910 457, 1919 554 und 1925 565 Einwohner in nun bereits 100 Wohnhäusern. Für 1913 werden in Garßen 85 viehhaltende Haushalte angegeben mit 57 Pferden, 334 Rindern, 34 Schafen, 719 Schweinen, 25 Ziegen und 3072 Obstbäumen, für 1919 werden 20 Kaninchen und für 1921 200 Bienenstöcke angegeben.

## Politik

### Ortsrat
Der Ortsrat, der Garßen vertritt, setzt sich aus sieben Mitgliedern zusammen. Die Ratsmitglieder werden durch eine Kommunalwahl für jeweils fünf Jahre gewählt.

Bei der Kommunalwahl 2021 ergab sich folgende Sitzverteilung:
| Ortsrat 2021Insgesamt 7 Sitze - SPD: 1 - Grüne: 1 - Unab.: 1 - CDU: 3 - AfD: 1 |

### Ortsbürgermeister
Ortsbürgermeister ist Andreas Reimchen(CDU).

## Kultur und Sehenswürdigkeiten

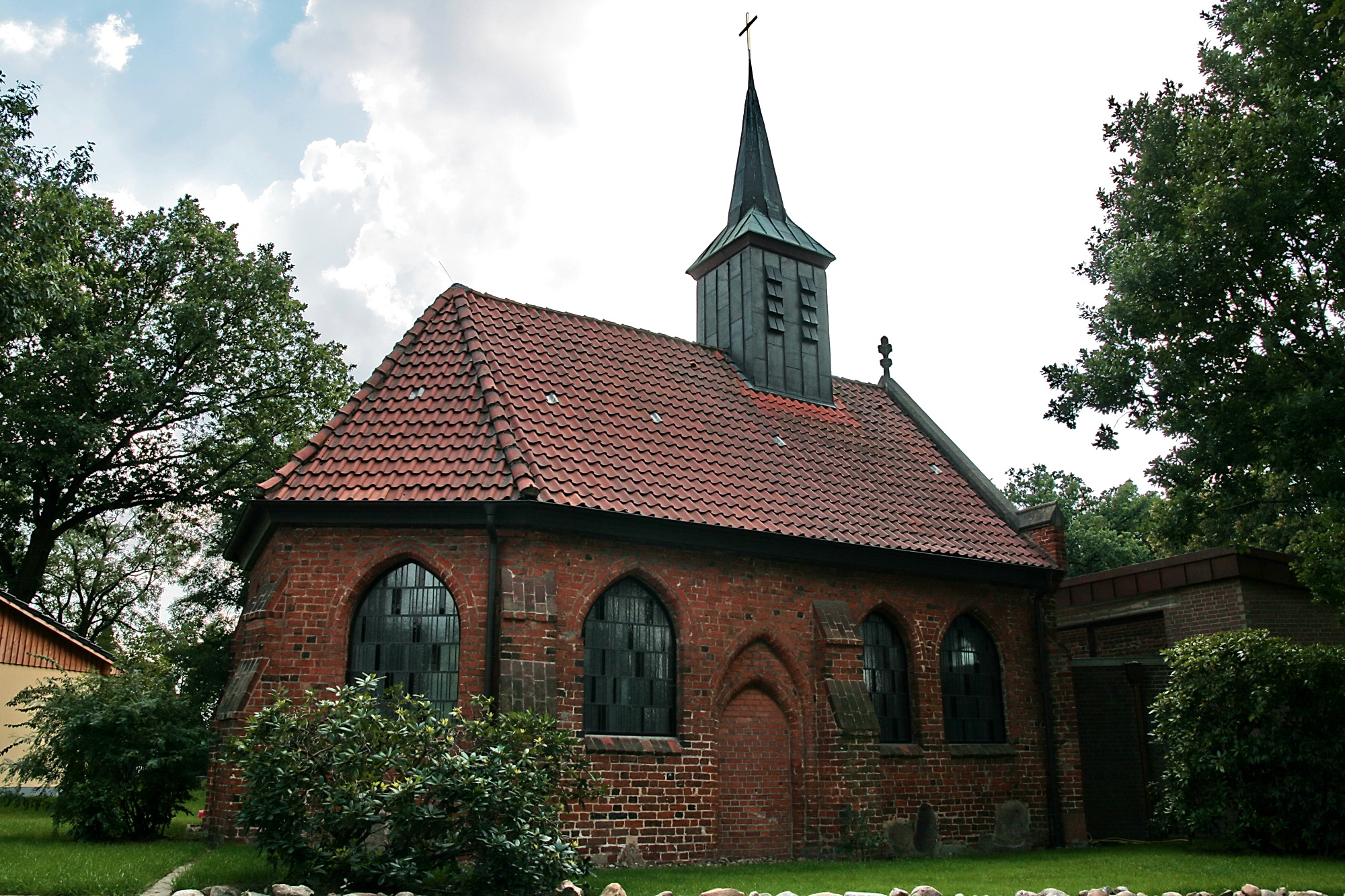
Markus-Kirche aus der Mitte des 14. Jahrhunderts

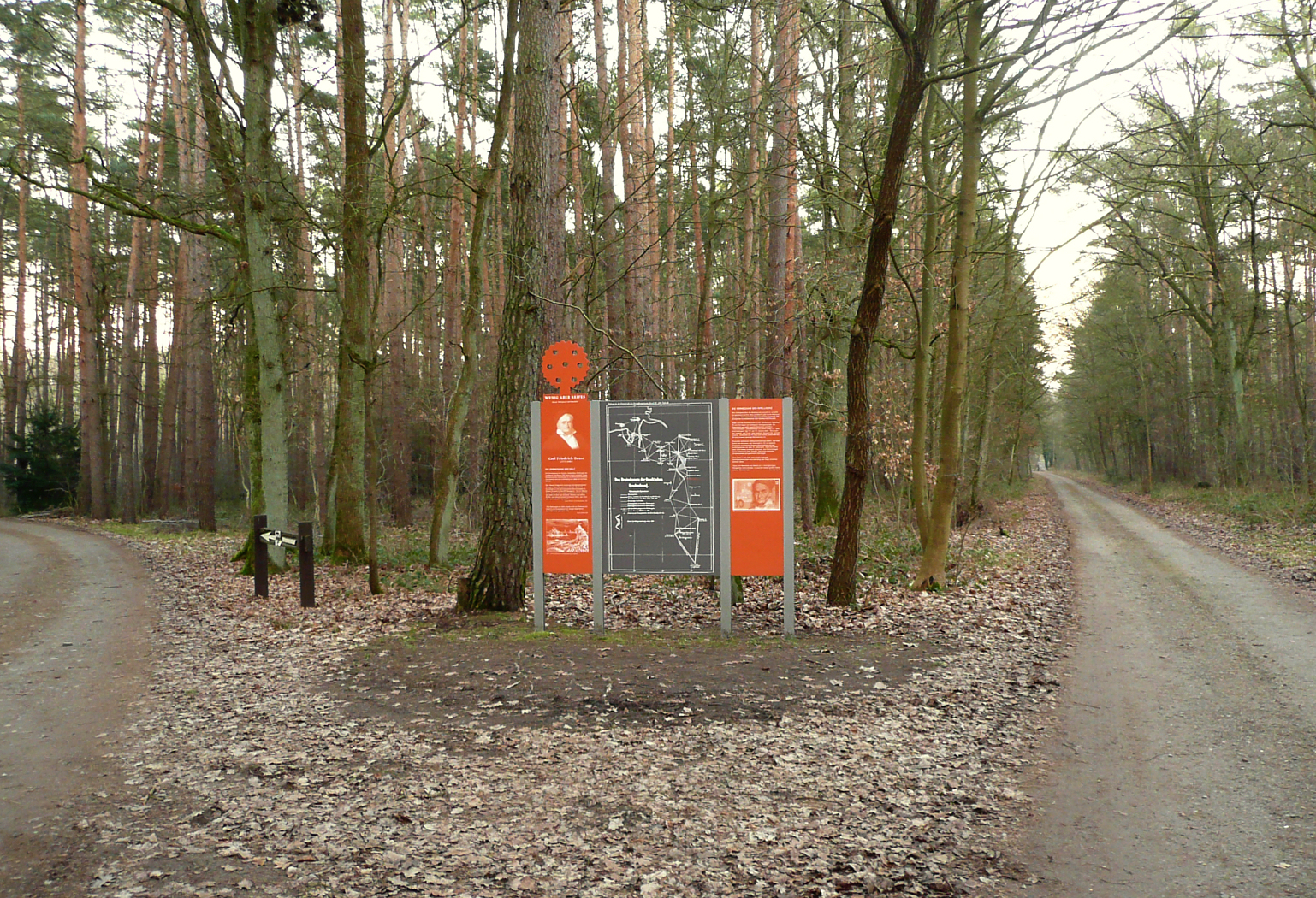
Infotafel zur Landesvermessung durch Carl Friedrich Gauß auf dem Osterberg

- Den Mittelpunkt im alten Ortsteil bildet die etwa Mitte des 14. Jahrhunderts erbaute Markuskirche.
- Im Jahr 1822 fand der Mathematiker Carl Friedrich Gauß auf dem 75 m über NHN hohen Osterberg bei Garßen unter Schwierigkeiten einen geeigneten Messpunkt[7] für die von ihm durchgeführte Landesaufnahme im damaligen Königreich Hannover. Heute erinnert an die Vermessung eine Informationstafel auf dem Berg.

## Religion
Die Markus-Kirche ist die Kirche der evangelisch-lutherischen Kirchengemeinde Garßen, die Teil des Kirchenkreises Celle ist.

## Wirtschaft und Infrastruktur
Neben der Kirche befinden sich die Grundschule und die Comenius-Schule. Zusätzlich sind in Garßen ein DRK-Kindergarten und ein großer Verbrauchermarkt, ein Discounter, sowie mehrere kleine Handwerksbetriebe ansässig.
Garßen ist bundesweit bekannt durch den Sportverein SV Garßen Celle, der unter der Kurzbezeichnung SVG Celle seit 1998 in der 2. Handball-Bundesliga der Frauen (Nord) spielte und 2011 erneut in die 1. Handball-Bundesliga der Frauen aufstieg.
Ferner besteht am Ostrand des Ortes an der Straße nach Lachendorf ein Golfplatz am Osterberg.

## Persönlichkeiten
- Harald Fugger (* 1947), deutscher Brigadegeneral der Bundeswehr